# Körner János
Körner János (Budapest, 1946. november 30.) magyar matematikus, az MTA külső tagja.

## Életpályája
1970-ben szerzett matematika diplomát az ELTE-n. 1970-től 1992-ig az MTA Matematikai Intézetében dolgozott. Ezekben az években kétszer kapott hosszabb szabadságot: 1981-től 1983-ig a Bell Laboratoriesnél dolgozott, az 1987-88-as tanévben pedig  a párizsi ENST-nél (École nationale supérieure des télécommunications). 1993 óta a Római Sapienza Egyetem számítástechnika professzora. 
Az IEEE Trans. Information Theory társszerkesztője. 2010-ben a Magyar Tudományos Akadémia külső tagjává választották. 2014-ben megkapta az IEEE Information Theory Society Shannon-díját. 

## Munkássága
Fő kutatási területe a kombinatorika, elsősorban az extremális halmazelmélet, a gráfok és hipergráfok aszimptotikus vizsgálata. Foglalkozik  információelmélettel is, ezen belül fő érdeklődési körébe tartozik  az információelméleti funkcionálok alkalmazása a kombinatorikában és a számítástechnikában.

### Könyvei
- Information Theory: Coding Theorems for Discrete Memoryless Systems, Academic Press 1981, 2nd edition Cambridge University Press 2011. (társszerző: Csiszár Imre)

## Díjai
- Akadémiai Kiadó Nívódíja, 1982
- Rényi-díj, 1987
- Shannon-díj, 2014